# Ussel-d'Allier
 Ussel-d'Allier  là một xã ở tỉnh Allier thuộc miền trung nước Pháp.